# Amphithalamus jacksoni
Amphithalamus jacksoni is een slakkensoort uit de familie van de Barleeiidae. De wetenschappelijke naam van de soort is voor het eerst geldig gepubliceerd in 1895 door Brazier.